# Curt Ludwig Freiherr von Gienanth
Baron Curt Ludwig von Gienanth, nemški general, * 6. december 1876, † 3. april 1961.